# Licurgo (Tracia)

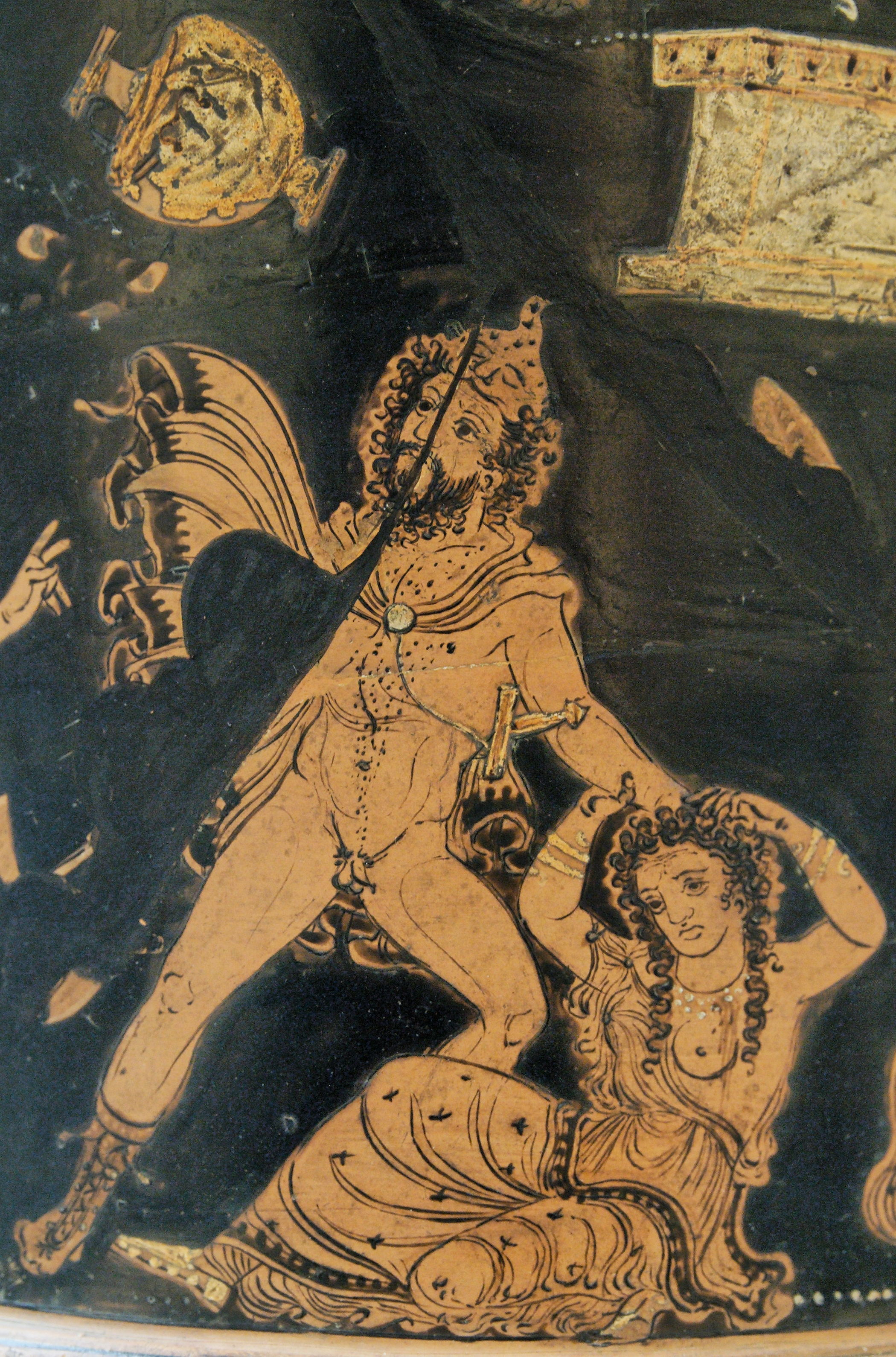
Crátera de cáliz de figuras rojas hallada en Ruvo di Puglia: Preso de la locura inducida por Dioniso, Licurgo ataca a su propia esposa. Ca. 350 - 340 a. C.

En la mitología griega Licurgo (en griego  Λυκοῦργος) era rey de los edones en Tracia y uno de los enemigos de Dioniso. Driante («roble») es su padre o bien su hijo. Por oponerse a los dioses fue castigado, bien por Zeus, que lo dejó ciego, o bien por Dioniso, que acabó con su vida de forma violenta. Dice un escolio que el primer testimonio de este mito fue la Europía de Eumelo.

### Versión de laIlíada
«Ni siquiera el hijo de Driante, el esforzado Licurgo, que con los celestiales dioses trabó disputa, tuvo vida longeva, el que en otro tiempo a las nodrizas del delirante Dioniso fue acosando por la muy divina región de Nisa. Todas a la vez los tirsos dejaron caer a tierra, por el homicida Licurgo con la aguijada golpeadas. Despavorido, Dioniso se sumergió en el oleaje del mar, y Tetis lo acogió en su regazo, temeroso y presa de violento temblor por las increpaciones del hombre. Mas pronto abominaron de él los dioses, que pasan fácil vida, y el hijo de Crono lo dejó ciego. Y ya no duró mucho tiempo, porque se hizo odioso a ojos de todos los inmortales dioses».

### Versión de laBiblioteca mitológica
Dioniso fue el descubridor de la vid y, enloquecido por Hera, anduvo errante por Egipto y Siria. Acogido primero por Proteo, rey de los egipcios, llegó más tarde a Cíbela, en Frigia; allí, purificado por Rea e iniciado en sus rituales, recibió de ella la túnica y marchó a través de Tracia contra los indios. Licurgo, hijo de Driante y rey de los edones, que habitaban a orillas del río Estrimón, fue el primero que lo ultrajó y lo expulsó. Dioniso se refugió en el mar junto a Tetis, hija de Nereo, pero las bacantes y una multitud de sátiros que lo seguían fueron apresadas. De pronto las bacantes quedaron libres y Licurgo se volvió loco por obra de Dioniso. En su demencia, creyendo podar un sarmiento, mató a su hijo Driante golpeándolo con un hacha, y después de mutilarlo recobró la razón. Como la tierra se hiciese estéril, el dios vaticinó que volvería a dar fruto si Licurgo moría. Al oír esto los edones lo llevaron atado al monte Pangeo donde por voluntad de Dioniso murió destrozado por caballos.

### Versión de lasFábulasde Higino
Licurgo, hijo de Driante, expulsó a Líbero (Dioniso) de su reino. Cuando negó que Líbero fuera un dios, y habiendo bebido vino, en su ebriedad intentó forzar a su propia madre. Entonces intentó cortar las viñas, porque dijo que el vino era un mal remedio que afectaba a la mente. Azotado por una locura enviada por Líbero, mató a su esposa y su hijo. Líbero arrojó al propio Licurgo a sus panteras en Ródope, una montaña de Tracia, sobre la cual reinaba. Se dice que se había cortado un pie pensando era una viña.